# Schistophleps albida
Schistophleps albida là một loài bướm đêm thuộc phân họ Arctiinae, họ Erebidae.